# Flournoy (Kalifornija)
Flournoy je naseljeno područje za statističke svrhe u američkoj saveznoj državi Kalifornija. Prema popisu stanovništva iz 2010. u njemu je živjelo 101 stanovnika.